# Fritz-Erler-Straße (Karlsruhe)
Die Fritz-Erler-Straße ist eine Straße im Karlsruher Stadtteil Innenstadt-Ost. Sie wurde 1968 erbaut, nach dem auf dem Gebiet zuvor große Teile Klein-Karlsruhes abgerissen wurden. Benannt ist die Straße nach Fritz Erler, einem SPD-Politiker, der im Widerstand gegen den Nationalsozialismus tätig war.

## Lage und Verlauf

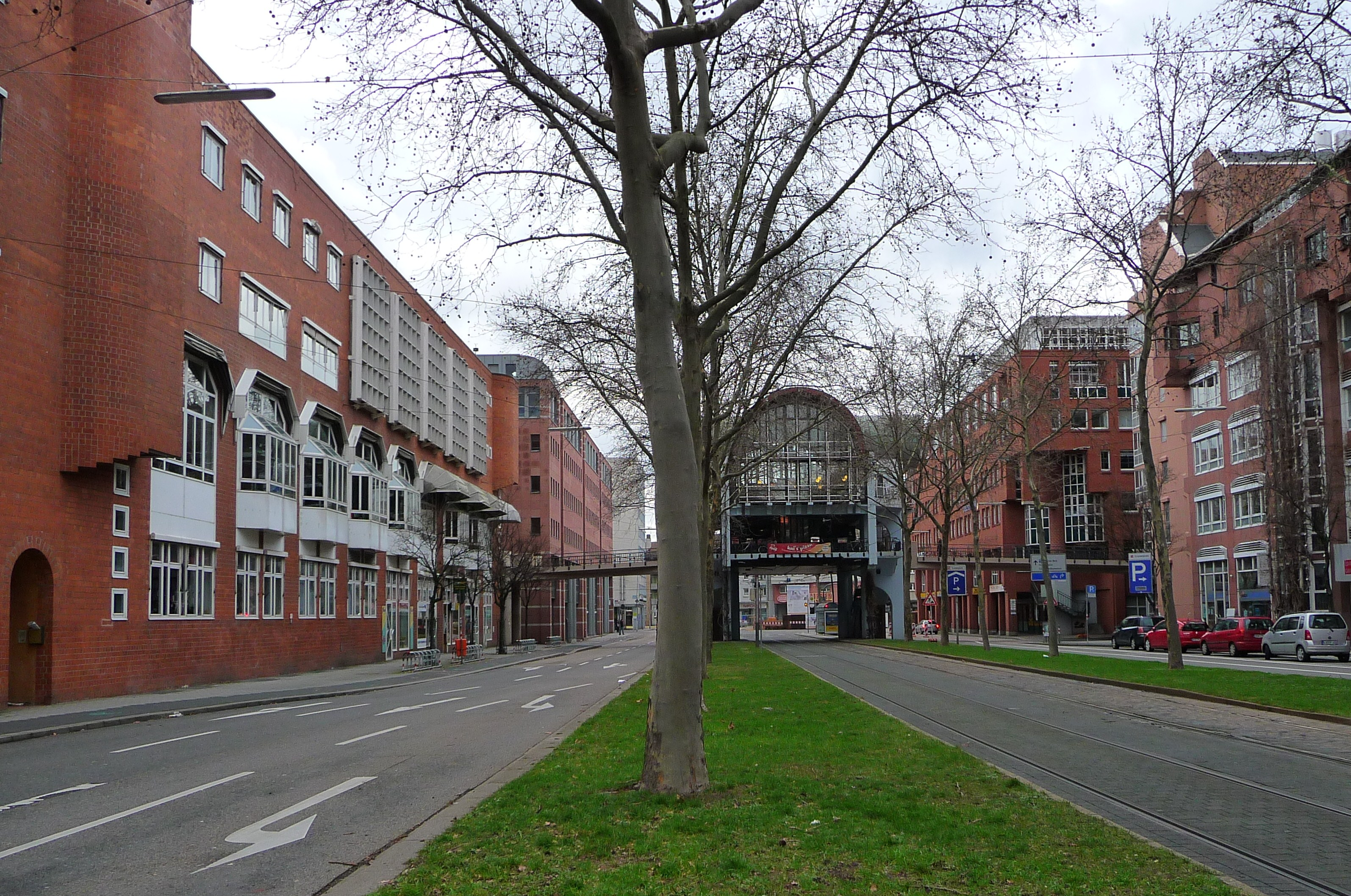
Aufteilung der Straße in Gehweg, Parkstreifen, Radweg, Fahrbahn, Baumreihe und Schienen

Die in Nord-Süd-Richtung verlaufende Fritz-Erler-Straße befindet sich zwischen der Kaiserstraße im Norden und dem Mendelssohnplatz beziehungsweise der Kriegsstraße im Süden. Nach Norden wird sie weitergeführt durch die Waldhornstraße, im Süden durch die Rüppurrer Straße.
Die Zähringerstraße kreuzt die Fritz-Erler-Straße in Form einer Brücke, auf welcher sich das sogenannte Brückenrestaurant befindet. Im südlichen Abschnitt führt die Fritz-Erler-Straße über den unterirdischen Landgraben (Karlsruhe).
Die Fritz-Erler-Straße wird sowohl von Fußgängern, Radfahrern, Autofahrern als auch Straßenbahnen genutzt. An den äußeren Rändern führen Geh- und Radwege, nach innen schließen sich daran die Autofahrbahnen sowie zum Teil auch Parkstreifen an, in der Mitte verlaufen die Schienen. Zwischen den Schienen und den Autofahrbahnen wurden streckenweise Baumreihen angelegt. Entlang der Fritz-Erler-Straße befindet sich eine gleichnamige Straßenbahnhaltestelle.

## Geschichte
Die Fritz-Erler-Straße verläuft auf einem Gebiet, das bis in die 1960er-Jahre Teil Klein-Karlsruhes war. Aufgrund von mangelnder Infrastruktur und unzureichender Instandhaltung eines Großteils der Gebäude wurde eine Flächensanierung Klein-Karlsruhes durchgeführt. Nachdem die existierende Bebauung großflächig abgerissen worden war, wurde die Fritz-Erler-Straße im Jahr 1968 gebaut.
Durch den Straßenbau entstand eine Trennung des Dörfle-Gebiets in die beiden Teile westlich beziehungsweise östlich der Straße, die vormals durchgängig verbundene Zähringerstraße wurde in zwei Teile geteilt. Um dieser Trennung entgegenzuwirken, wurde die Zähringerstraße durch eine Fußgänger- und Radfahrerbrücke über die Fritz-Erler-Straße geführt, als Verbindung zwischen dem ehemaligen Dörfle-Gebiet um den Kronenplatz und dem größeren östlichen Gebiet. In der Mitte der Brücke, und damit über der Fritz-Erler-Straße, befindet sich nun ein Brückenrestaurant.

## Bauarbeiten im Zuge der Kombilösung
Von den Bauarbeiten der Kombilösung ist auch die Fritz-Erler-Straße berührt. Das nördliche Straßenende ist betroffen vom Bau des Stadtbahntunnels unter der Kaiserstraße, das südliche Straßenende durch den Bau des Autotunnels unter der Kriegsstraße.